# Pteropus temminckii
Pteropus temminckii (Крилан Темінка) — вид рукокрилих, родини Криланових.

## Опис
Не використовує ехолокацію, і тому має великі, світловідбиваючі очі, які дозволяють йому добре бачити в нічний час, а також досить маленькі й прості вуха. Нюх має важливе значення для навігації без ехолокації й тому вид має добре розвинені ніздрі. Цей вид не має хвоста. Зуби також добре розвинені.

## Поширення, поведінка
Країни поширення: Індонезія. Був зафіксований від рівня моря до 1000 м над рівнем моря. Проживає в первинних вологих тропічних лісах. Швидше за все, не зустрічаються у великих колоніях, дотримуючись невеликих соціальних груп.